# Сражение при Ятае
Сражение при Ятае (исп. Batalla de Yatay) произошло 17 августа 1865 года между войсками Тройственного союза и войсками Парагвая в окрестностях Пасо-де-лос-Либрес, современный департамент Пасо-де-лос-Либрес, провинция Корриентес, Аргентина.

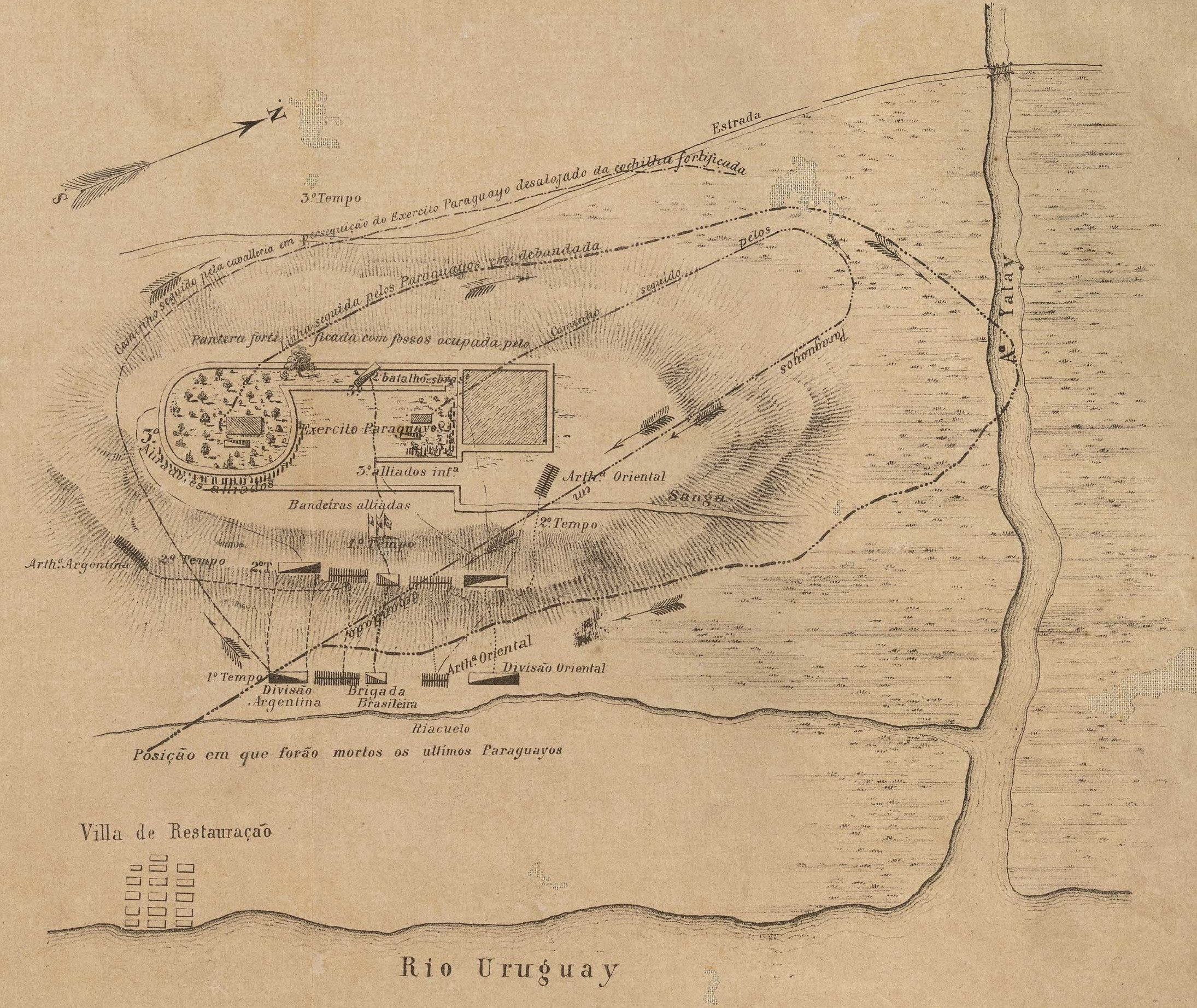
Карта-схема сражения

В июле — августе 1865 года союзники постепенно концентрировали свои силы для отражения наступления парагвайцев, вторгшихся в Корриентес и Риу-Гранди-ди-Сул. 13 августа аргентинский генерал В. Паунеро с 3600 присоединился к уругвайскому президенту В. Флоресу, чьи войска тогда стали насчитывать около 11 000 человек, что почти в четыре раза превышало парагвайские силы майора Педро Дуарте. Дуарте отошел от Пасо-де-лос-Либрес и занял позиции на берегу ручья Ятай, недалеко от деревни. Во второй половине дня 16 августа произошло короткая стычка аванпостов, и в сумерках две армии остановились друг против друга на расстоянии полумили.
Ятай и Уругвай накануне разлились, в результате чего большая часть поля боя оказались под водой. Большая часть парагвайской пехоты закрепилась среди деревьев и рвов в районе близлежащих деревенских поместий и была защищена трясиной, прикрывавшей её от лобовых атак, но реки позади делали невозможным отход в случае поражения, которое считалось весьма вероятным. Силы Дуарте состояли из 1980 пехотинцев и 1020 кавалеристов и не имели артиллерии. Всего у союзников было 5550 пехотинцев, 5000 кавалеристов и 32 артиллерийских орудия.
Бой начался в десять утра с поспешной атаки пехотной дивизии Леона де Пальеха, который заявил, что не «по-мужски» расстреливать противника из артиллерии и приказал своим солдатам наступать. Дуарте воспользовался ошибкой и контратаковал почти всей кавалерией, что привело к сотням потерь и заставило уругвайцев отступить. Спасая пехоту, аргентинская кавалерийская дивизия контратаковала парагвайскую конницу при поддержке уругвайской кавалерии. В течение двух часов бой велся исключительно конницей, на копьях.
Дуарте приказал отступить, что, наконец, позволило союзной пехоте вступить в бой, и хотя численное превосходство союзников было подавляющим, парагвайцы сражались с упорством. Когда битва была почти проиграна, Дуарте предпринял отчаянную кавалерийскую атаку, в результате чего его лошадь была убита, и он попал в плен. Парагвайские пехотинцы, перебравшиеся через ручей Ятай были атакованы уругвайской конницей и частично уничтожены, частично пленены. Нескольким сотням парагвайских солдат, переплывших реку Уругвай, удалось спастись. Всего парагвайцы потеряли 1500 убитыми и 1200 пленными, в том числе 300 ранеными.
Среди пленных Флорес обнаружил несколько десятков солдат уругвайской партии «Бланко», укрывшихся в Парагвае и пытавшихся вернуть себе власть в своей стране с помощью парагвайских войск. Он приказал казнить их как предателей.
18 сентября подполковник Антонио де ла Крус Эстигаррибия капитулировал в Уругваяне. Вскоре после этого парагвайские войска, оккупировавшие Корриентес, покинули его, отступив на север, и вскоре отошли на территорию Парагвая.